# Zec gljiva
Zec gljiva - lat. Grifola frondosa je grmasto rastuća jestiva gljiva iz porodice Polyporus. Raste u Europi, Sjevernoj Americi, Japanu i Kini. Smatra se i ljekovitom, no može izazvati i alergijske reakcije.
Klobuci su promjera do 6 cm, blijedo smeđe sivi, na rubu tanki, nepravilni, vlaknasto ispucani i iscjepkani. Cjevčice s donje strane klobuka su bijele. Grmovi kod nas mogu biti do 40 cm promjera i do 10 kg teški, a u Japanu navodno i do 20 kg, promjera 1 metar. Meso je gljive bijelo i lomljivo, posebnog mirisa, te blagog okusa. Najčešće raste na hrastu ili hrastovim panjevima, od srpnja do listopada. Za jelo se koriste samo mlađi primjerci.